# Andre Royo
Andre Royo (New York, 18 luglio 1968) è un attore statunitense di origini cubane, noto per il ruolo di "Bubbles" nella serie TV The Wire.

## Biografia
Andre Royo è nato nel Bronx, borough di New York, nel 1968 in una famiglia d'origini cubane ed afroamericane. Ha studiato dal 1982 al 1986 alla Mount Saint Michael Academy. Il ruolo per cui è celebre è quello dell'informatore eroinomane Reginald "Bubbles" Cousins in The Wire, ruolo ricoperto in tutte e 5 le stagioni della serie. Ha partecipato (seppur meno attivamente, limitandosi in alcuni casi a singole apparizioni) a serie di successo come Law & Order - Unità vittime speciali, CSI: Miami e Numb3rs.

## Filmografia

### Cinema
- Los Angeles senza meta (L.A. Without a Map), regia di Mika Kaurismäki (1998)
- Shaft, regia di John Singleton (2000)
- Fashion Crimes (Perfume), regia di Michael Rymer e Hunter Carson (2001)
- G, regia di Christopher Scott Cherot (2002)
- Men Without Jobs, regia di Mad Matthewz (2004)
- Fat Cats, regia di Adam Salazar (2005)
- Jellysmoke, regia di Mark Banning (2005)
- 5up 2down, regia di Steven Kessler (2005)
- Land Shark - Rischio a Wall Street (August), regia di Austin Chick (2008)
- 21 and a Wake-Up, regia di Chris McIntyre (2009)
- Super - Attento crimine!!! (Super), regia di James Gunn (2010)
- Freelancers, regia di Jessy Terrero (2012)
- Hellbenders, regia di J.T. Petty (2012)
- Red Tails, regia di Anthony Hemingway (2012)
- The Collection, regia di Marcus Dunstan (2012)
- Bigfoot, regia di Bruce Davison (2012)
- The Spectacular Now, regia di James Ponsoldt (2013)
- Aftermath, regia di Peter Engert (2014)
- Lila & Eve, regia di Charles Stone III (2015)
- Billy Boy, regia di Bradley Buecker (2017)
- Prospect, regia di Zeek Earl e Chris Caldwell (2018)
- Beautiful Boy, regia di Felix Van Groeningen (2018)
- Remember Me, regia di Ron McCants (2021)
- To Leslie, regia di Michael Morris (2022)

### Televisione
- Law & Order - I due volti della giustizia (Law & Order) - serie TV, episodio 9x13 (1998)
- Squadra emergenza (Third Watch) - serie TV, episodio 1x02 (1999)
- Wonderland - serie TV, episodio 1x01 (2000)
- The Wire - serie TV, 52 episodi (2002-2008)
- Law & Order: Criminal Intent - serie TV, 2 episodi (2002-2007)
- Law & Order - Unità vittime speciali (Law & Order: Special Victims Unit) - serie TV, episodio 5x04 (2003)
- The Jury - serie TV, episodio 1x04 (2004)
- Cuts - serie TV, 3 episodi (2005)
- CSI: Miami - serie TV, episodio 3x22 (2005)
- Terminator: The Sarah Connor Chronicles - serie TV, 2 episodi (2008)
- Heroes - serie TV, 2 episodi (2008)
- Criminal Minds - serie TV, episodio 4x05 (2008)
- Numb3rs - serie TV, episodio 5x11 (2009)
- CSI: NY - serie TV, episodio 6x02 (2009)
- Fringe - serie TV, episodi 3x01-3x07-3x18 (2010-2011)
- Svetlana - serie TV, episodio 2x11 (2011)
- Memphis Beat - serie TV, episodio 2x09 (2011)
- How to Make It in America - serie TV, episodio 2x02 (2011)
- Prime Suspect - serie TV, episodio 1x13 (2012)
- Key & Peele - serie TV, episodio 2x07 (2012)
- Elementary - serie TV, episodio 1x18 (2013)
- NTSF:SD:SUV:: - serie TV, episodio 3x09 (2013)
- In Security - serie TV, 6 episodi (2013)
- Bob's Burgers - serie TV, 2 episodi (2013-2014)
- Hand Of God - serie TV, 20 episodi (2014-2017)
- Kingdom - serie TV, 2 episodi (2014-2016)
- Empire - serie TV, 60 episodi (2015-2019)
- Agent Carter - serie TV, episodio 1x01 (2015)
- Happyish - serie TV, 5 episodi (2015)
- Drunk History - serie TV, episodio 3x03 (2015)
- Masters of Sex - serie TV, episodio 4x03 (2016)
- Tim & Eric's Bedtime Stories - serie TV, episodio 2x03 (2017)
- The Interrogation - serie TV, 5 episodi (2020)
- Blackout - serie TV, 6 episodi (2021)
- Truth Be Told - serie TV, 10 episodi (2021)
- With Love - serie TV, 5 episodi (2021-2023)
- Big Nate - serie TV, episodio 2x03 (2023)

## Doppiatori italiani
Nelle versioni in italiano delle opere in cui ha recitato, Andre Royo è stato doppiato da:
- Luigi Ferraro in With Love, The Wire, CSI: NY
- Giuliano Bonetto in CSI: Miami, Prospect
- Fabrizio Vidale in The Spectacular Now, Hand of God
- Riccardo Rossi in Fringe, Beautiful Boy
- Alberto Caneva in Shaft
- Paolo Sesana in Law & Order: Criminal Intent (ep. 6x14)
- Loris Loddi in Freelancers
- Sergio Lucchetti in Agent Carter
- Fabio Gervasi in To Leslie